# ليسوم ياباني
ليسوم ياباني أو انیسون نجمي أو بدیان نجمي (الاسم العلمي: Illicium japonicum) هو نوع نباتي يتبع جنس الليسوم من فصيلة الشزندرية.